# Songtao Shuiku
Songtao Shuiku är en reservoar i Kina. Den ligger i provinsen Hainan, i den södra delen av landet, omkring 110 kilometer sydväst om provinshuvudstaden Haikou. Songtao Shuiku ligger 177 meter över havet. Arean är 61 kvadratkilometer. I omgivningarna runt Songtao Shuiku växer i huvudsak städsegrön lövskog. Den sträcker sig 16,9 kilometer i nord-sydlig riktning, och 19,6 kilometer i öst-västlig riktning.
Genomsnittlig årsnederbörd är 2 654 millimeter. Den regnigaste månaden är juli, med i genomsnitt 428 mm nederbörd, och den torraste är januari, med 21 mm nederbörd.